# 伊犁沙虎
伊犁沙虎，俗稱蛙眼守宮，为球趾虎科沙虎属的爬行动物。分布于哈萨克斯坦、阿富汗以及中国大陆的甘肃、新疆等地，主要栖息于沙地、沙丘以及有时见于有树林的平原。该物种的模式产地在新疆南部伊犁河。